# De tribus puellis
De tribus puellis es una comedia elegíaca latina, escrita probablemente en Francia durante el siglo XII o principios del XIII, de autor anónimo aunque falsamente atribuida a Ovidio. Narrada en primera persona, en ella se cuenta de un juicio en el que autor debe decidir cuál de tres muchachas con las que se ha encontrado casualmente es la mejor cantante, y la velada posterior que transcurre con la vencedora.

## Texto y transmisión
El texto está compuesto por trescientos dísticos elegíacos, siguiendo el modelo de la lírica amorosa de Ovidio, como otras composiciones poéticas seudoovidianas medievales pertenecientes al género de la comedia elegíaca o fabliau latino entre las cuales se encuadra. Aunque está escrito en clave dramática, hay en él un predominio de lo narrativo frente a lo dialógico.
De tribus puellis se conserva completo en dos manuscritos del siglo XV, así como en algunos incunables, y aparece incompleto en otros dos manuscritos. El lugar y la fecha de composición son desconocidos, pero la cercanía del texto con el Pamphilus hace que sea plausible fecharlo en el siglo XII, y situar su origen en el valle del Loira. La primera edición moderna fue publicada por Gustave Cohen en La "Comédie" latine en France au XIIe siècle (1931) con traducción al francés moderno. Una segunda edición crítica con una traducción al italiano de Stefano Pittaluga se publicó en Ferruccio Bertini, Commedie latine del XII e XIII secolo, volumen 1 (1976).

## Argumento
La obra inicia con una escena urbana en la que aparece un joven que deambula sin rumbo fijo, consumido por la llama del amor. A lo lejos divisa a tres jóvenes, que al principio identifica erróneamente con tres ninfas, acercándose a él; tras descubrir que en realidad se trata de tres hermosas muchachas, el autor se entera de la disputa surgida entre las tres a propósito de cuál de ellas canta mejor. Aunque las tres son bellas, el poeta se fija en particular en una, la cual le pide que haga de juez en su disputa. Él accede y los cuatro van al paraje campestre donde se desarrollará el juicio. En él intervienen las tres jóvenes —el contenido de cuyas canciones es descrito someramente en el poema— y el narrador otorga el premio a la última en intervenir, que es, precisamente, la que más le había gustado de antemano. En pago por su veredicto, la joven decide otorgar al juez el premio que este solicite. Él le pide poder gozar de su hermosura, ella se lo concede y lo conduce hasta su castillo. El poeta narrador la pone a prueba fingiendo separarse de ella, por lo que la joven lo anima a pasar la noche juntos. A continuación, agasaja a su invitado con una suculenta cena, tras la cual se acuestan y tiene lugar el pago solicitado.

## Modelos
De tribus puellis se inserta en el grupo de composiciones seudoovidianas, como se deduce ya de la falsa atribución al poeta de Sulmona. De hecho, puede leerse como una variación dramática de la elegía I 5 de Amores. Sobre todo en la última parte de la obra, el autor anónimo sigue dicha elegía para describir el encuentro amoroso, unas veces imitando el texto ovidiano y otras invirtiendo sus palabras y sentido, pero siguiendo siempre el orden y estructura temática de su modelo.
Se ha sugerido también la presencia en el texto de ecos de la obra de Catulo; entre otros ejemplos, la écfrasis del cobertor de la cama en su poema 64, con la referencia al mito de Teseo y Ariadna, se puede poner en relación con la del mismo objeto en De tribus puellis, ahora referida a los amores de Venus y Marte.
También ha sido sugerida la influencia de los Versus Eporedienses en De tribus puellis, posible en los paralelismos en la composición y las similitudes temáticas, «específicamente en lo que respecta a los comienzos similares de los dos poemas y a la vinculación similar del nivel hipodiegético (la unión representada de los dioses) con el nivel diegético (la unión deseada del poeta-narrador con la muchacha)».
La escena de la competición entre las jóvenes y su resolución puede inspirarse en el juicio de París, pero también en los certámenes musicales descritos por Virgilio —en este caso protagonizados por pastores— en las églogas 3, 5 y 7.